# Philippe Di Folco
Pour les articles homonymes, voir Di Folco.
Cet article possède des paronymes, voir Di Falco et Folco Lulli.
Philippe Di Folco, né le 20 juin 1964 à Choisy-le-Roi, est un écrivain, enseignant et scénariste français.

## Biographie
Une partie de l'enfance et de l'adolescence de Philippe Di Folco se déroule à Créteil, ville qui lui inspire plus tard son premier roman, My Love Supreme (2001).
Après des études en sciences économiques à l'université Paris XII, puis en sciences du langage à l'EHESS (CRAL), Philippe Di Folco exerce de 1988 à 2002 le métier de responsable éditorial dans plusieurs sociétés anglo-saxonnes et françaises, d'abord à Londres, puis à Paris.
En 1997, Jean-François Bizot lui demande de collaborer au groupe Nova Press. Di Folco produit également à cette époque quelques émissions pour France Culture et écrit des reportages pour des mensuels comme Air France Magazine, L'Optimum, TGV Magazine ou DeDicate. Il quitte Nova Press au moment de la disparition du mensuel parisien Nova Magazine.
À partir de la fin des années 1990, quelques revues publient de lui des poèmes et des nouvelles et son premier ouvrage sort en 2000, aux éditions Derrière la Salle de bains (Rouen) qui édite depuis l'ensemble de ses textes poétiques.
En avril 2003, il est invité comme auteur français au Festival littéraire international Frye (Moncton, Canada).
En octobre 2005, sort sous sa direction le Dictionnaire de la pornographie, salué par la presse.
De 2007 à 2009, il participe à l'écriture du scénario de Tournée, le quatrième long-métrage du réalisateur et acteur Mathieu Amalric.
En novembre 2008, il est commissaire associé avec l'atelier Michel Bouvet d'une exposition internationale sur le livre, We Love Books! A World Tour (Mois du Graphisme, Échirolles, nov. 2008 - janv. 2009), exposition pour laquelle il a entrepris un voyage à Antananarivo.
En février 2009, il organise grâce à l'Imec deux séries de rencontres : la première sur la question du faux (« Causeries au coin du faux ») et la deuxième, autour de la mort, de la mémoire et des archives (« In Memoriam »), en préfiguration du Dictionnaire de la mort publié aux éditions Larousse en 2010, réunissant plus de 200 contributeurs scientifiques. 
Il intervient par ailleurs dans différents lieux d'enseignements dans le cadre d'ateliers liés à l'écriture, la narrativité, la scénarisation et la médiation culturelle (ABA Paris, École Estienne, École supérieure d'art et design Le Havre-Rouen, Institut d'études supérieures des arts, etc.).
En 2013 sort son quatrième roman, Lavomatic (Stéphane Million éditeur), genre avec lequel Di Folco renoue sept ans après SalvaTM : entre thriller et dystopie, jouant sur certains codes propres aux séries télévisées, cet ouvrage révèle une « esthétique cinématographique érudite et élégante. Un cauchemar rude et voluptueux. ». En mars 2014, il publie pour la première fois une biographie, inédite et fort documentée, intitulée L'Empereur du Sahara, qui reconstitue la vie d'un mystérieux cryptarque de la Belle Époque, le millionnaire Jacques Lebaudy.
En septembre 2017, sort sur les écrans le film Barbara de Mathieu Amalric, dont il est le coscénariste.
En juin 2019, il présente son premier court métrage, La Biche morte, en partenariat avec Kanal - Centre Pompidou.

## Vie privée
Il est le père de l'artiste Inès Di Folco Jemni.

## Œuvre

### Dictionnaires & direction d'ouvrage
- Dictionnaire de la pornographie[15], préface de Jean-Claude Carrière, éd. Presses universitaires de France, 2005  (ISBN 978-2-130544-14-2).
- Dictionnaire de la mort[16], collection « In Extenso », éd. Larousse, 2010  (ISBN 978-2-03-584846-8).
- Chien. Incroyable livre de merveilles contenant nouvelles et miscellanées..., avec Hervé Le Tellier, Textuel Éditions, 2010[17]  (ISBN 978-2-84597-410-4).
- Dictionnaire des mafias et du crime organisé, Perrin, 2021  (ISBN 978-2262041151).

### Essais
- Citizen Data. Beyond Electronic Revolution, Sens & Tonka, 2002  (ISBN 978-2845340190).
- Michel Bouvet, affiches, esquisses et autres voyages, Textuel Éditions, 2004 (essai collectif avec Manon Lenoir, Diego Zaccaria et Alain Weill)  (ISBN 978-2845971011).
- Peau, tatouage et piercing, publié simultanément en 4 langues avec des photographies de Philippe Vaurès-Santamaria, éd. Fitway, 2004  (ISBN 978-2752800299).
- Les Grandes Impostures littéraires. Supercheries, canulars, et autres trafics de textes, Écriture/L'Archipel, 2006  (ISBN 978-2-909240-70-1).
- Le Goût de Tunis, anthologie critique, éd. Mercure de France, 2007  (ISBN 978-2-7152-2529-9).
- Fight, essai sur la lutte et la boxe, San Francisco / Paris, éd. Fitway, 2007  (ISBN 978-2-7528-0263-7).
- Le Goût de Madrid, anthologie critique, éd. Mercure de France, 2008  (ISBN 978-2-7152-2827-6).
- Le Goût du sexe, anthologie critique, éd. Mercure de France, 2009  (ISBN 978-2-7152-2895-5).
- À table avec la mafia. 90 recettes italo-américaines (avec C. Dixsaut), éd. Agnès Viénot, 2009  (ISBN 978-2-3532-6060-7).
- Esprit Vintage, postface de Michel Maffesoli et photographies de Julien Mignot[18], Nova / Fnac, 2011  (ISBN 978-2-3-6015-022-9).
- Petit traité de l'imposture, coll. « Philosopher », Larousse, 2011  (ISBN 978-2-03-584614-3).
- Histoires d'imposteurs, La Librairie Vuibert, 2012  (ISBN 978-2-311-00271-3).
- La Littérature gourmande. De François Rabelais à Marcel Proust, coll. « Les Plus belles pages », anthologie critique, Éditions Eyrolles, 2012  (ISBN 978-2212553208).
- Les Secrets de la mafia, La Librairie Vuibert, 2013  (ISBN 978-2311007497) — rééd. coll. « Texto », éditions Tallandier, 2020  (ISBN 9791021037359).
- Criminels. Histoires vraies, avec Yves Stavridès, Paris, éd. Sonatine/Perrin, 2014, 400 p.  (ISBN 978-2355842733) — Sortie en format poche chez Pocket, 2016.
- Le Vrai Comte de Montecristo, coll. « Insulaires », Les éditions du Trésor, 2020  (ISBN 979-1091534611).
- Plagiats et impostures littéraires d'hier et d'aujourd'hui, Éditions Écriture / L'Archipel, 2022  (ISBN 9782359053593).
- L'Empereur du Sahara, biographie illustrée, coll. Lexio, Éditions du Cerf, 2023  (ISBN 9782204137539).
- Maudites demeures, avec Bertrand Pavlik, Le Rocher, mars 2025  (ISBN 9782268111681).

### Poésies / Livres d'artistes
- A Nook of bon sens - éd. Mikel Horl, Londres, 1990.
- Dans la boîte - éd. De Visu L'Image, 1994 ; livre-objet avec l'artiste peintre Anita Gallego.
- « N'importe quoi pour un peu de tendresse » in X : 100 auteurs pour un anniversaire : 10 ans donc !, coll. 11/Vingt, Sens&Tonka, Paris, 2005  (ISBN 978-2-84534-118-0).
- Chantiers ; Stations Sex - éd. Derrière la salle de bains, Rouen, 2007 (avec Mirka Lugosi et Renaud Monfourny).
- Bartoli ; La Vie familiale ; Sphère - éd. Derrière la salle de bains, Rouen, 2008 (avec José Maria Gonzalez).
- Savais-tu..., correspondance électronique avec José Maria Gonzalez, MD Impressions, 2009.
- Dernière seconde, éd. Derrière la salle de bains, Rouen, 2010.
- Affinités ; Je suis fatigué - éd. Derrière la salle de bains, Rouen, 2011.
- La Mandchourie réunifiée - éd. Derrière la salle de bains, Rouen, 2012.
- [traduction] Poème de Sinclair Beiles / Lettre de Carl Weissner, Rouen, éd. Derrière la salle de bains, 2013.

### Romans
- La Question du mâle, éd. Derrière la Salle de bains, Rouen, 2000.
- Tentatives de sourires et autres plongeons - Denoël, 2002  (ISBN 978-2207253670).
- Salva™ - Denoël, 2006  (ISBN 978-2207254431).
- My Love Supreme - Stéphane Million éditeur, 2012 (édition refondue)  (ISBN 978-2-917702-39-0).

1re édition : Denoël, 2001  (ISBN 978-2207252031). Traduit en italien.
- Lavomatic - Stéphane Million éditeur, 2013  (ISBN 978-2-917702-75-8).

### Scénario et productions audiovisuelles
Entre 2007 et 2009, Philippe Di Folco a participé à l'écriture du scénario de Mathieu Amalric intitulé Tournée. En 2010, il rencontre Michel Vuillermoz avec qui il entreprend l'écriture d'un film, premier long-métrage du comédien. En 2011-2012, il travaille à la scénarisation du projet de long-métrage de Valérie Gaudissart. En 2013, Stanley Woodward le contacte pour coscénariser un premier long-métrage. Par ailleurs, trois courts-métrages tirés de son roman My Love Supreme ont été tournés au printemps par les élèves de la classe de cinéma du lycée Léon-Blum de Créteil à la suite d'une série d'ateliers d'écriture,. En décembre 2013, il est membre du jury du Festival des Rencontres Henri Langlois de Poitiers. Il est ensuite le coscénariste du film Barbara (2017) de Mathieu Amalric. En juin 2019, il produit et réalise un premier court métrage, La Biche morte, d'après un tableau de Gustave Courbet.
- 2011 : nommé pour le César du meilleur scénario original pour Tournée.
- 2018 : nommé pour le César du meilleur scénario original pour Barbara.

### Contributions
- Livres-Objets, lumières du Soleil Noir, Galerie Lecointre-Ozanne, Paris, 1991 (avec François Di Dio).
- « Défense et illustration du livre-objet » in Les Alliés substantiels ou le livre d'artiste au présent, Pays-Paysage, Actes de la 2e biennale d'Uzerche, 1991.
- Le Soleil Noir : recherches, découvertes, trajectoires - éd. Carré d'Art de Nîmes, 1994 (avec François Di Dio, Jean-Michel Goutier)  (ISBN 978-2-9092-3500-4).
- « Origines improbables de la techno », in: Jean-Yves Jouannais & Christophe Kihm (dir.), Techno, anatomie des cultures électroniques, hors-série Art press no 19, septembre 1998.
- [préface] Faire des livres, défaire les codes, Atelier Michel Bouvet - Gobelins l'école de l'image, Paris, 2007.
- We Love Book: A World Tour[25], Centre européen du Graphisme, Échirolles, 2008  (ISBN 978-2-915952-09-4).
- « Dissimulées et sans valeur marchande » in Curieux curiosa - Colloque des Invalides 2007, Éditions du lérot, Tusson, 2009  (ISBN 9782355480133).
- « L'Heure de vérité », in: 100 Monuments, 100 Écrivains, Éditions du Patrimoine, 2009  (ISBN 9782757700570).
- [articles], in: Jean-Philippe de Tonnac (dir.), Dictionnaire universel du pain, « collection Bouquins », Robert Laffont, Paris, 2010.
- « La pornographie est-elle une esthétique ? », in:  Pier-Pascale Boulanger (s/dir.), Éros. Traduire le texte érotique[26], Montréal, UQAM / Figura no 32, 2013, p. 17–42  (ISBN 9782923907307).
- « La vérité est-elle soluble dans l'alcool ? », in: Alcools - Colloque des Invalides 2012, Éditions du lérot, Tusson, 2013.
- « Pas sage », in: Mike Ibrahim (dir.), Les Animaux sauvages, Le Texte vivant / Mercury Records, 2013  (ISBN 9782367230665).
- « Érotique / pornographique », in: Mathilde Bernard, Alexandre Gefen, et Carole Talon-Hugon (dir.), Arts et émotions, dictionnaire, Paris, Armand Colin, 2016  (ISBN 9782200294823).
- « The Dirty Letters. Petite histoire de la correspondance érotique entre James Joyce et Nora Barnacle », in: Épistolaire[27], 43, 2017, p. 127-134.